# Prefectura de Fukui
La prefectura de Fukui (福井県 Fukui-ken?) se encuentra en la región de Chūbu en la isla de Honshū en Japón. A fecha 1 de junio de 2017, tenía una población de 778.943 habitantes y una extensión de 4190 km2. Limita al norte con la prefectura de Ishikawa, al este con la prefectura de Gifu, al sur con la prefectura de Shiga y al suroeste con la prefectura de Kioto. Fukui es su capital y la mayor ciudad de la prefectura.
La prefectura de Fukui se encuentra en la costa del Mar de Japón y forma parte de la histórica región de Hokuriku de Japón. El clan Matsudaira, un poderoso clan samurái durante el período Edo que se convirtió en un componente de la nobleza japonesa después de la Restauración Meiji, tenía su sede en el castillo de Fukui, en donde en la actualidad se encuentran las oficinas de gobierno de la prefectura.
Fukui es conocida por la Formación de Kitadani, una formación geológica de roca clástica que data del Cretácico inferior; por las ruinas históricas del Castillo Ichijōdani; y por la cordillera de acantilados Tōjinbō.

## Historia
En un principio, el territorio de lo que hoy en día es la prefectura de Fukui estaba ocupado por las provincias de Wakasa (若狭) y Echizen (越前), antes de que la prefectura fuera formada en 1871. Durante el Período Edo, el daimyō de la región se apellidaba Matsudaira y era descendiente de Tokugawa Ieyasu.

## Geografía
La prefectura de Fukui se encuentra en la parte central de la isla de Honshū de cara al mar de Japón. Limita con el mar de Japón, y las prefecturas de Ishikawa, Gifu, Shiga y Kioto. La parte septentrional de la prefectura es conocida como Reihoku (嶺北) y la meridional como Reinan(嶺南).
La parte occidental es una estrecha llanura entre las montañas y el mar. La parte septentrional está formada por amplias llanuras y valles donde habita la mayor parte de la población.

### Ciudades
- Awara
- Echizen
- Fukui (capital)
- Katsuyama
- Obama
- Ōno
- Sabae
- Sakai
- Tsuruga

### Pueblos
Estos son los pueblos de cada distrito:
- Distrito de Imadate
  - Ikeda
- Distrito de Mikata
  - Mihama
- Distrito de Mikatakaminaka
  - Wakasa
- Distrito de Nanjō
  - Minamiechizen
- Distrito de Nyū
  - Echizen
- Distrito de Ōi
  - Ōi
  - Takahama
- Distrito de Yoshida
  - Eiheiji

## Economía
- Sabae es conocida por producir el 90% de las gafas de fabricación nacional de Japón.
- Hay varias plantas de energía nuclear ubicadas a lo largo de la bahía de Wakasa en Tsuruga que suministran energía a la región metropolitana de Keihanshin. Tiene 14 reactores, la mayor cantidad de cualquier prefectura.[4]

### Industrias
Principales industrias
- Industria textil

Artes tradicionales
- Objetos designados como artesanías nacionales
  - Cerámica del echizen(越前焼 echizen-yaki)
  - Papel japonés del echizen(越前和紙 echizen-wagashi)
  - Laca de wakasa(若狭塗 wakasa-nuri)
  - Artesanías con piedra ágata de wakasa (若狭めのう細工 wakasa menō saiku)
- Objetos designados como artesanías prefecturales
  - Muñecas de bambú del echizen (越前竹人形 echizen take ningyō)
  - Perlas del wakasa(若狭パール wakasa pēru)

## Demografía
En el 10/01/2000 tenía una población de 828.944 personas y 259.612 familias.

## Cultura
Las ruinas históricas del Castillo de Ichijōdani, perteneciente al clan Asakura, son uno de los sitios del patrimonio cultural más importantes de Japón.
Eihei-ji es un templo que ofrece formación y educación a los monjes budistas. Fundado por Dogen Zenji en 1244, Eiheiji se encuentra en una parcela de tierra que cubre unas 33 hectáreas.
La pagoda de tres pisos y el salón principal de Myōtsū-ji son tesoros nacionales de Japón.
En Fukui se encuentra el castillo de Maruoka, el castillo en pie más antiguo de Japón. Fue construido en 1576.
Muchos fósiles de dinosaurios han sido excavados en Fukui y se pueden ver en el Museo de Dinosaurios de la Prefectura de Fukui.
Los residentes de la prefectura de Fukui tienen un acento distintivo, conocido como Fukui-ben.
La prefectura cuenta con varias instalaciones culturales como son una sala de conciertos (福井県立音楽堂ハーモニーホールふくい　fukui kenritsu ongakudō harmony hall), un museo prefectural de historia, un museo prefectural de arte.
Además de que se realizan una serie de eventos culturales a lo largo del año en varios puntos de la prefectura, de entre los que resaltan el Festival de Mikuni (三國神社　お祭り　mikunijinja omatsuri) y Festival Fénix (福井フェニックスまつり　fukui fenikusu matsuri) de la ciudad de Fukui.
En agosto de 2010, Fukui lanzó su propio sitio web de citas titulado Fukui Marriage-Hunting Café con la esperanza de ayudar a aumentar el crecimiento de la población de Japón. Las parejas que se conocen en el sitio y continúan casándose reciben ayuda monetaria del gobierno, así como regalos.

## Turismo

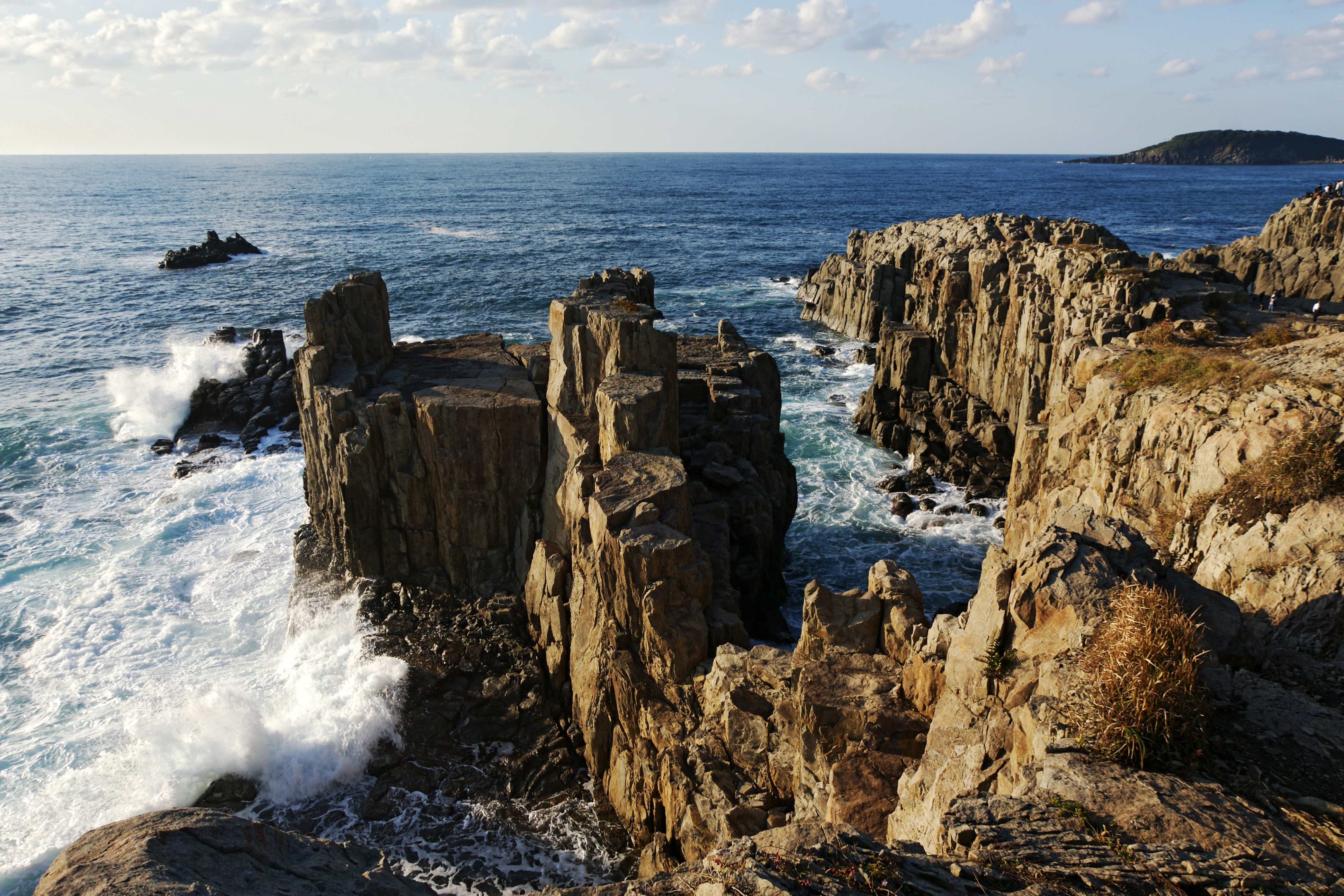
Tōjinbō.

Los principales puntos turísticos son:
- Área de Fukui y Sakai
  - Tōjinbō (東尋坊) un pintoresco pedazo de costa, que también es un lugar conocido por el suicidio.
  - Castillo de Maruoka (丸岡城　maruokajou)
  - Templo Eiheiji (永平寺)
  - Onsen famoso de Awara (芦原温泉) en el norte de la prefectura.
- Área de Oku-echizen
  - Museo prefectural de dinosaurios (福井県立恐竜博物館　fukui kenritsu kyūryū hakubutsukan)
- Área de Wakasa
  - Los cinco lagos de Mikata (三方五胡　mikatagoko)
  - Sotomo
  - Kokuho Meguri
  - Santuario Keji Zingu
- Área de Tannan
  - Museo del cangrejos de Echizen (越前がにミュージアム echizen gani myūjiamu)
  - Costa del Echizen (越前海岸　echizen kaigan)

Los cangrejos echizengani son un manjar local disponible durante todo el año, aunque la temporada de pesca de cangrejos es durante el invierno.
Otro plato tradicional de Fukui junto al mar es el genge, un pequeño pescado parecido a un guppy que cuando se come crudo como sashimi, le da al cuerpo una breve sensación de hormigueo.
El Festival Mikuni, un festival tradicional de carrozas y santuarios portátiles, se celebra por primera vez en 1697.

## Símbolos de la prefectura
| Flor   | Narciso (Narcissus tazetta)         |
| Árbol  | Pino (Pinus)                        |
| Pájaro | Zorzal de Naumann (Turdus naumanni) |

## Personas notables
- Okada Keisuke (1868–1952), primer ministro de Japón.
- Shirakawa Shizuka (1910–2006), estudioso.[3]
- Iwasaki Chihiro (1918–1974), artista e ilustradora de libros infantiles.